# Aregno
Aregno (in corso Aregnu) è un comune francese di 611 abitanti situato nel dipartimento dell'Alta Corsica nella regione della Corsica.

## Monumenti e luoghi d'interesse
- Chiesa di Sant'Antonio Abate, barocca, la cui facciata s'ispira a quella della chiesa del Gesù di Roma.
- Chiesa della Santissima Trinità, romanica pisana del XII secolo, in muratura policroma. È stata classificata tra i monumenti storici di Francia l'11 agosto 1883[2].

## Società

### Evoluzione demografica
Abitanti censiti

## Infrastrutture e trasporti

### Ferrovie
La linea a scartamento metrico Calvi – Ponte Leccia attraversa il territorio del comune in prossimità della costa. Nei pressi della Aregno - Plage è posizionata una fermata ferroviaria a richiesta, denominata Aregno, servita dalla linee TER Isola Rossa – Calvi (tramway de la Balagne) e Ponte Leccia – Calvi.